# Salome

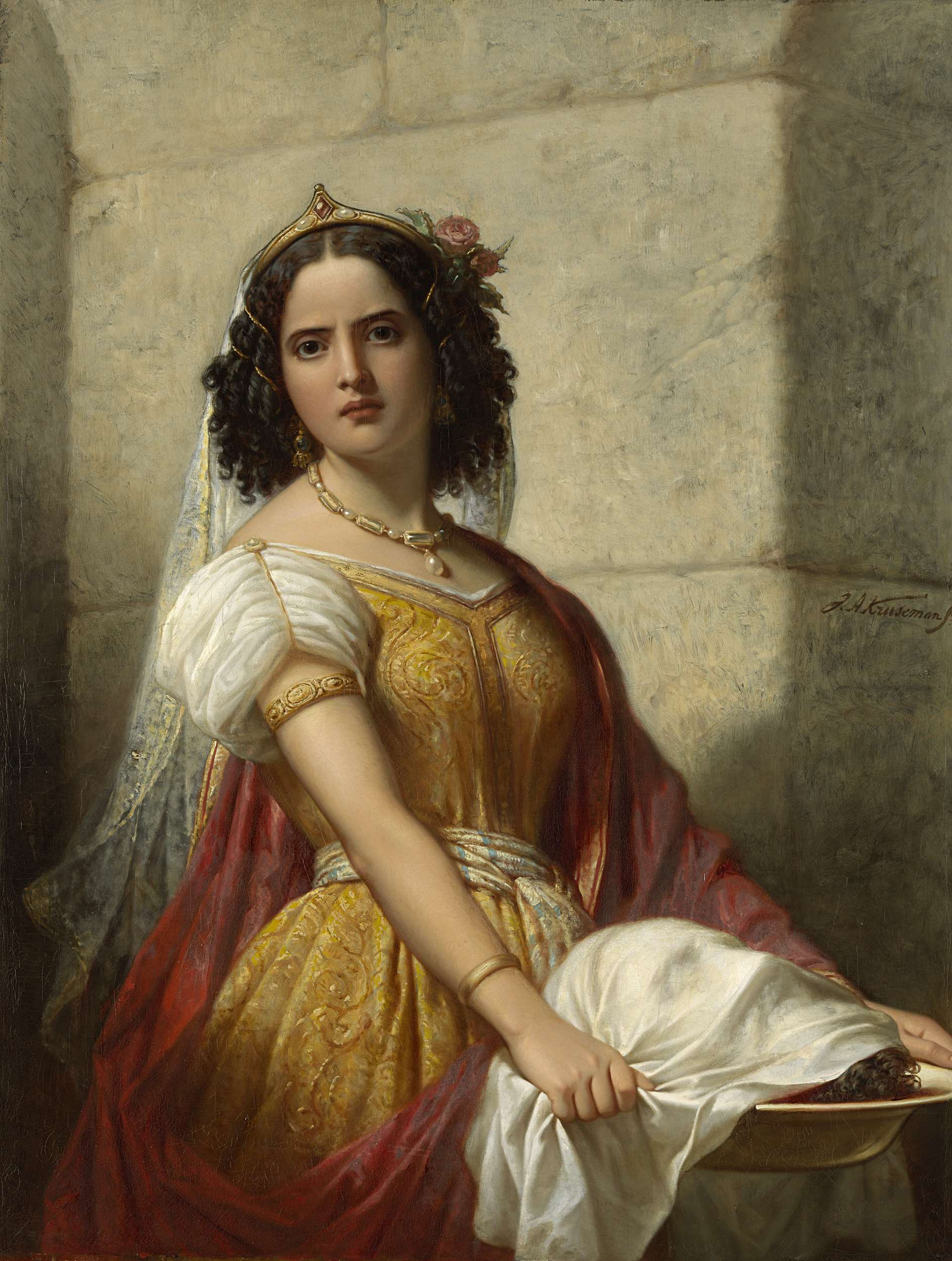
Tranh của Jan Adam Kruseman vẽ nàng Salomé

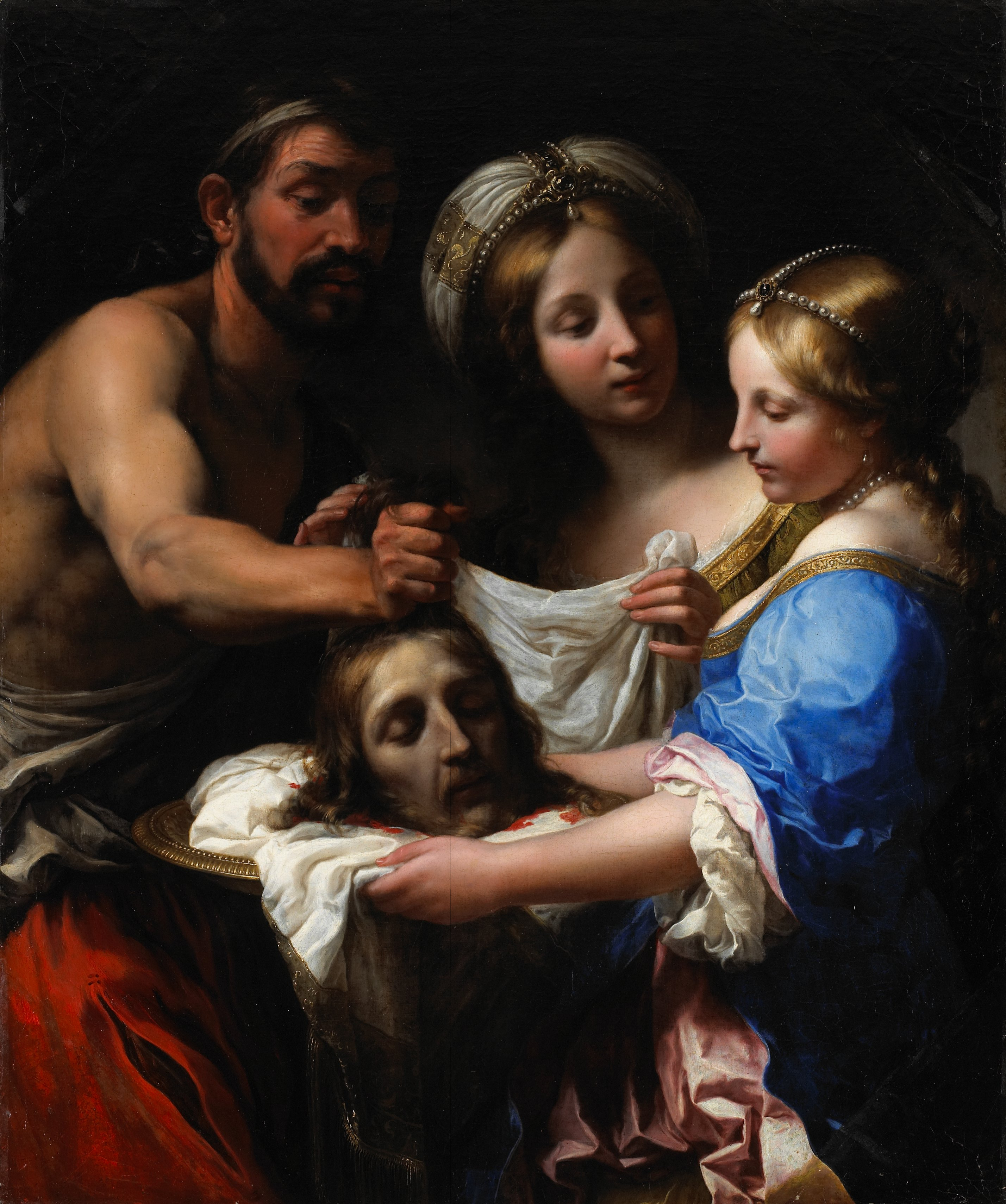
Salomé và thủ cấp của Bautista

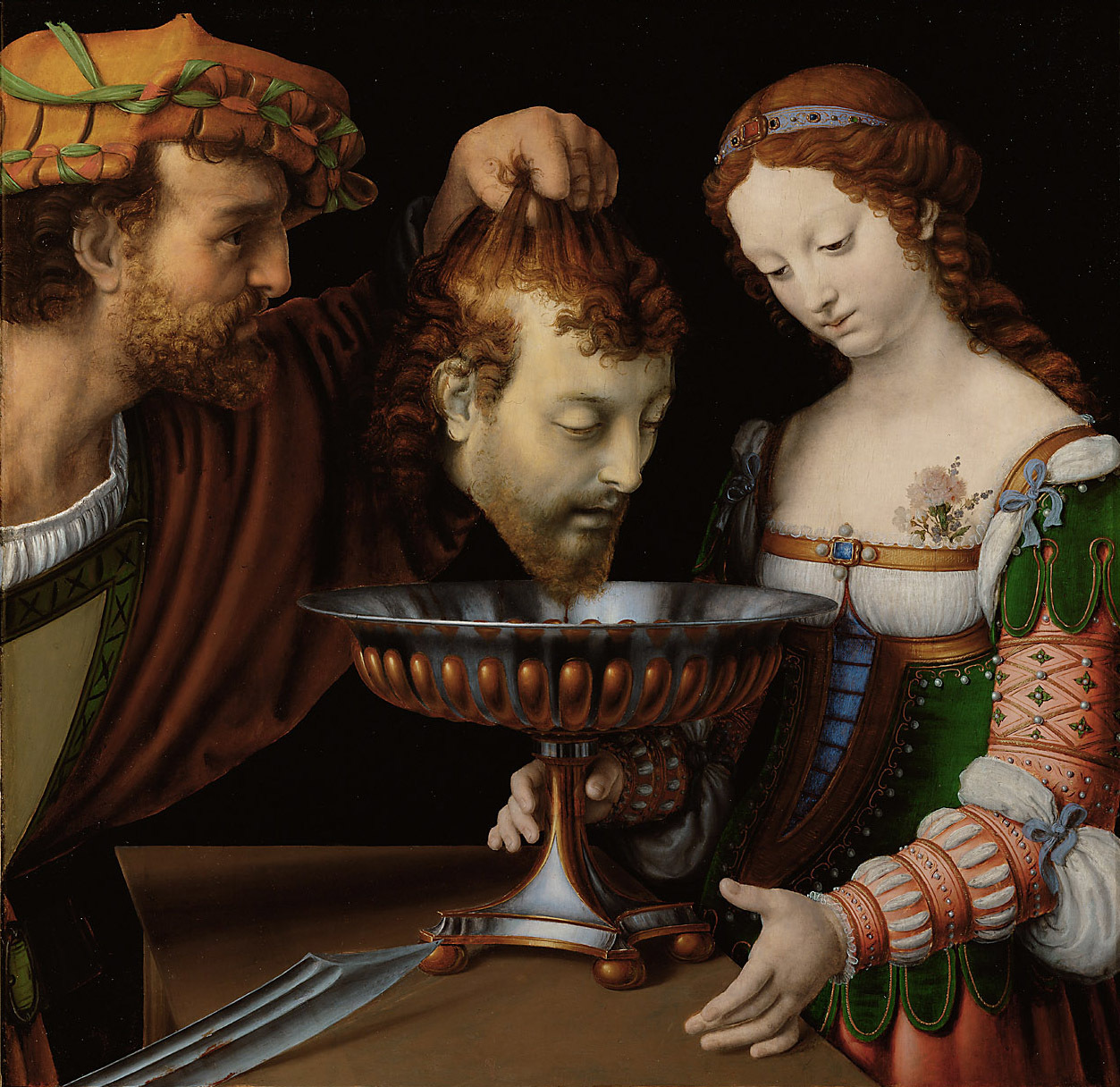
Họa phẩm về Salome

Salome (tiếng Do Thái: שְלוֹמִית, Shlomit, liên quan đến từ שָׁלוֹם, Shalom nghĩa là hòa bình, Σαλώμη) còn được gọi là Salome III là một công chúa Do Thái, con gái của Herod II, con trai của Herod Đại đế với công chúa Herodias. Cô là cháu gái của Herod Đại đế và là con gái riêng của Herod Antipas. Cô ấy được biết đến từ Kinh Thánh Tân Ước từ một lời kể của Flavius Josephus. Trong Tân Ước, con gái riêng của Herod Antipas muốn lấy thủ cấp của Gioan Baotixita. Theo Josephus, bà kết hôn lần đầu với chú của mình Philip Tetrarch, sau khi ông qua đời (năm 34 sau Công nguyên), bà kết hôn với anh họ Aristobulus của Chalcis, do đó trở thành nữ hoàng của Tiểu Armenia. Tuy nhiên, vì bà không được nêu tên trong Kinh thánh nên ý tưởng cho rằng cả hai mẹ con đều được đặt tên là Herodias đã trở nên phổ biến ở châu Âu thời kỳ đầu hiện đại.

## Câu chuyện
Câu chuyện truyền thuyết xoay quanh chuyện nàng công chúa Salome xinh đẹp, rất được cưng chiều, một lần biết được nhà tiên tri Gioan dám chống đối, lên án tội ác của nhà vua Herod Antipas vốn là người đã giết chết anh trai để lấy chị dâu và lên ngôi, Salome đem lòng thương nhớ và mong muốn được đáp lại tình yêu. Nhưng tình yêu của Salome đã bị nhà tiên tri Gioan khước từ làm bẽ bàng danh giá đường đường là một công chúa được cưng chiều, rất đỗi kiêu kỳ nhưng nay lại bị một kẻ tội nhân như Gioan từ chối tình yêu, Salome oán hận, tìm cách trả thù tình.
Công chúa Salome biết nhà vua Herod Antipas rất mê mẩn điệu múa của mình (điệu nhảy Femme fatale), nàng mặc cả và rồi đồng ý nhảy múa cho vua xem và ra điều kiện rằng nhà vua phải ra lệnh giết chết nhà tiên tri Gioan vì đã đắc tội với nàng, không biết làm đẹp lòng nàng công chúa này. Cuối cùng nàng cũng trút được oán hận là đã giết chết kẻ dám cả gan không đáp lại tình yêu của mình. Nhà tiên tri chết đi, Salome vẫn không nguôi được tình yêu da diết, nàng ôm chiếc đầu của Gioan vào lòng, vật vã, đau đớn tột cùng, tâm thần bấn loạn như điên như dại, rồi cũng chính cái chết của Gioan đã thổi bùng ngọn lửa căm phẫn của dân chúng, đứng lên chống đối nhà vua Herod Antipas quyết liệt hơn nữa.